# Aldo Stefanile
Aldo Stefanile (Napoli, 14 gennaio 1924 – Napoli, 4 maggio 2007) è stato un giornalista italiano.

## Biografia
Aldo Stefanile nasce a Napoli il 14 gennaio del 1924. Trascorre i difficili anni della Seconda Guerra Mondiale lavorando prima allo stabilimento meccanico “La Precisa” e poi con gli inglesi al “Department of National Service Entertainment”. Proprio l’ottima conoscenza della lingua inglese gli consente, nel 1947, di fare il suo ingresso nel mondo del giornalismo, con Paolo Scarfoglio (allora direttore del “Giorno”). Nel 1954 si laurea all’Orientale di Napoli; nel frattempo passa al Corriere di Napoli e poi al Mattino, dove per sedici anni lavora come segretario di redazione (con Giovanni Ansaldo e poi con Giacomo Ghirardo). Si occupa di mare (è un appassionato subacqueo), di nautica, di pesca, di motori, di sport (portano la sua firma i servizi per le Olimpiadi di Tokyo del 1964) e intanto pubblica in un volume “I cento bombardamenti di Napoli”, vastissimo e documentatissimo reportage scritto per il Corriere di Napoli, ancora oggi considerato uno dei titoli di riferimento per la ricostruzione dei terribili momenti della guerra.
A partire dagli anni Settanta, con Orazio Mazzoni, passa a fare il capocronista e poi, finalmente, l’inviato speciale. Sono gli anni più importanti della sua carriera: è a Houston per raccontare i primi interventi di bypass al cuore del dottor Cooley, a Mosca e a Teheran con il Presidente Leone, in Friuli per il terremoto del 1976, a Trieste a seguire il lungo processo per i crimini commessi alla risiera di San Sabba, a Bruxelles per la vertenza SS 20 – Cruise, a Belgrado per la morte di Tito, a Ustica per la strage, in Ciad a seguire le operazioni della Legione Libica, a Belfast per le rivolte nelle carceri, e poi in Arabia Saudita, in Egitto, a Hong Kong, a Addis Abeba e ovunque lo chiami il mestiere. Testimone del suo tempo, intervista personaggi di spicco della storia e della cultura mondiale, da Gheddafi a Sadat, da Hemingway a Liz Taylor. La sua avventura più bella nel 1970, quando, imbarcato su un elicottero della portaerei Saratoga, riesce a scoprire e a denunziare –primo fra i giornalisti italiani – la penetrazione della flotta sovietica nel Mediterraneo. Lo scoop gli vale il premio Saint Vincent per il giornalismo.
Nel 1987 l’addio al Mattino. Muore a Napoli, nella sua casa, il 4 maggio del 2007.

## Opere
- I 100 bombardamenti di Napoli. I giorni delle AM lire, Napoli, Marotta, 1968.